# 콜린 카즘리처즈
콜린 카즘-리처즈(튀르키예어: Colin Kâzım-Richards, 1986년 8월 26일, 그레이터 런던 런던 레이턴 ~)는 콜린 카즘(Colin Kâzım), 카즘(Kâzım), 혹은 카즘 카즘(Kâzım Kâzım)으로 알려진 프로 축구 선수로, 가장 최근에 쉬페르리그의 파티흐 카라귐뤼크에서 공격수로 활약했다.
잉글랜드 태생인 그는 모친의 혈통에 따라 튀르키예 국적을 취득했다. 튀르키예식 성씨인 카즘은 본래 영어식 중간 이름으로 쓰였는데, 그래서 그의 명칭은 콜린 카즘 리처즈지만, 행정상 착오로, 그의 명칭은 콜린 카즘-리처즈로 등록되었다.
퀸스 파크 레인저스와 아스널의 유소년부를 거친 카즘-리처즈는 베리에서 프로 계약을 맺었다. 그는 베리가 경력의 정점이어다고 회자했다. 그는 전 맨체스터 유나이티드 선수 크리스 캐스퍼의 영향을 받아 성장했다. 이후, 그는 잉글리시 풋볼 리그의 브라이턴 & 호브 앨비언에서 활약을 이어나가다 프리미어리그의 셰필드 유나이티드로 이적해 1년을 머물렀다. 튀르키예 국가대표팀에서 활약할 의사를 천명한 후, 그는 페네르바흐체, 툴루즈, 갈라타사라이, 올림피아코스, 부르사스포르, 그리고 페예노르트 등의 유럽 본토 구단들을 두루 거쳤다. 그는 영국에서 블랙번 로버스, 셀틱, 그리고 더비 카운티와 같은 구단들도 거쳤고, 브라질과 멕시코의 코리치바, 코린치앙스, 로보스 BUAP, 베라크루스, 그리고 파추카에서 장장 4년을 머물렀다.
2007년, 그는 국가대항전에서 튀르키예 국가대표팀을 대표로 출전할 것을 선택했고, 이후 2015년에 은퇴하기 전까지 활약했다. 카즘-리처즈는 37번의 경기에 출전해 2골을 넣었다. 그는 튀르키예 U-21 국가대표팀과 튀르키예 B 국가대표팀에서도 출전 경험이 있다.

## 클럽 경력

### 베리
카즘-리처즈는 고향 동런던을 떠나 15세의 나이로 베리에 입단했다.

### 브라이턴 & 호브 앨비언
2006년 6월, 그는 18세의 나이로 브라이턴 & 호브 앨비언에 £250,000으로 입단했다. 계약은 구단의 지지자였던 애런 베리가 코카-콜라가 주최한 대회에서 구단 수익금을 벌은 금액으로 영입했기에, 카즘-리처즈의 별칭은 "코카-콜라 꼬마"가 되었다. 2006년 8월, 시즌 개막을 앞두고, 마크 매기 감독으로부터 전력에서 배제되어 이적 요청서를 제출했다.

### 셰필드 유나이티드
얼마 지나지 않아 이적 시장 말일인 2006년 8월 31일에 브라이턴은 그를 셰필드 유나이티드로 £150,000에 이적시켰다. 카즘-리처즈는 의료 검진을 통과하고 개인 조항에 합의를 본 뒤 칼날 군단과 3년 계약을 체결했다. 그는 2-2로 비긴 볼턴 원더러스와의 2006년 11월 11일 경기에서 득점을 신고했지만, 칼날 군단은 시즌 끝에 강등당했다.

### 페네르바흐체

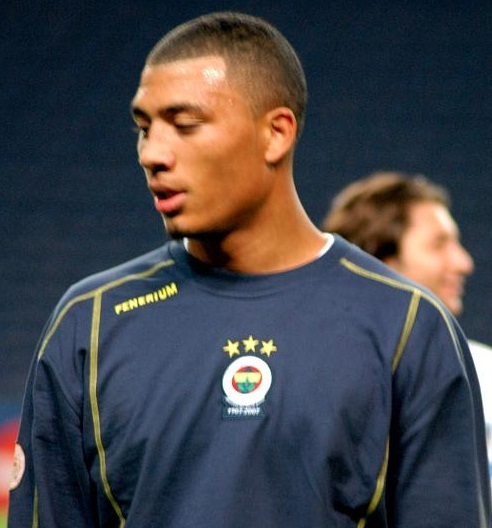
2008년, 페네르바흐체의 카즘-리처즈

2007년 6월 15일, 카즘-리처즈는 튀르키예의 페네르바흐체와 4년 계약을 맺었다. 그는 2008년 4월 2일에 첼시와의 챔피언스리그 8강 1차전 경기에서 자신의 2번째 대회 골을 기록했다. 2007-08 시즌과 2008-09 시즌에 순환 배치되던 카즘-리처즈는 2009-10 시즌에 크리스토프 다움 감독의 주전 선수로 도약했다.
2009-10 시즌에 큰 활약을 펼쳤지만, 카즘-리처즈는 이스탄불 바샥셰히르와의 경기에서 교체되어 나가면서 페네르바흐체 지지자들과 다투었다. 베식타시와의 경기에서는 주심에게 욕설하여 퇴장당했고, 4경기 출장 정지 징계를 받았다. 징계 중, 카슴파샤와의 경기에서 진 날, 언론에서는 카즘-리처즈가 탈주했다고 보도되었다. 이 보도 내용은 페네르바흐체 이사진의 공식 선언문을 통해 전면 부정되었다. 이튿날, 카즘-리처즈의 사진이 공개되었고, 페네르바흐체는 앞서 선언문을 철회해, 카즘-리처즈가 당시 행적에 대해 거짓 증언을 했으며, 그에 따라 그의 해명을 부인했다고 밝혔다.

### 툴루즈 임대
카즘-리처즈는 2010년 1월에 프랑스의 툴루즈로 6개월 임대되었고, 3-1로 이긴 르 망과의 첫 출전 원정경기에서 1골도 넣었다.

### 갈라타사라이
그는 다음 시즌 개막을 앞두고 페네르바흐체로 복귀했다. 2011년 1월 3일, 페네르바흐체는 그의 계약을 해지했다. 페네르바흐체에서 방출된 카즘-리처즈는 2011년 1월에 연고지 경쟁 구단인 갈라타사라이로 이적해 페네르바흐체를 상대로 득점했다. 2012년 7월, 그는 잉글랜드 프리미어리그의 웨스트 햄 유나이티드 입단 시험을 보았고, 시즌 개막 전 친선경기에 출전했다. 그는 갈라타사라이 소속으로 31번의 경기에 출전해 5골을 기록했다.

### 블랙번 로버스 임대

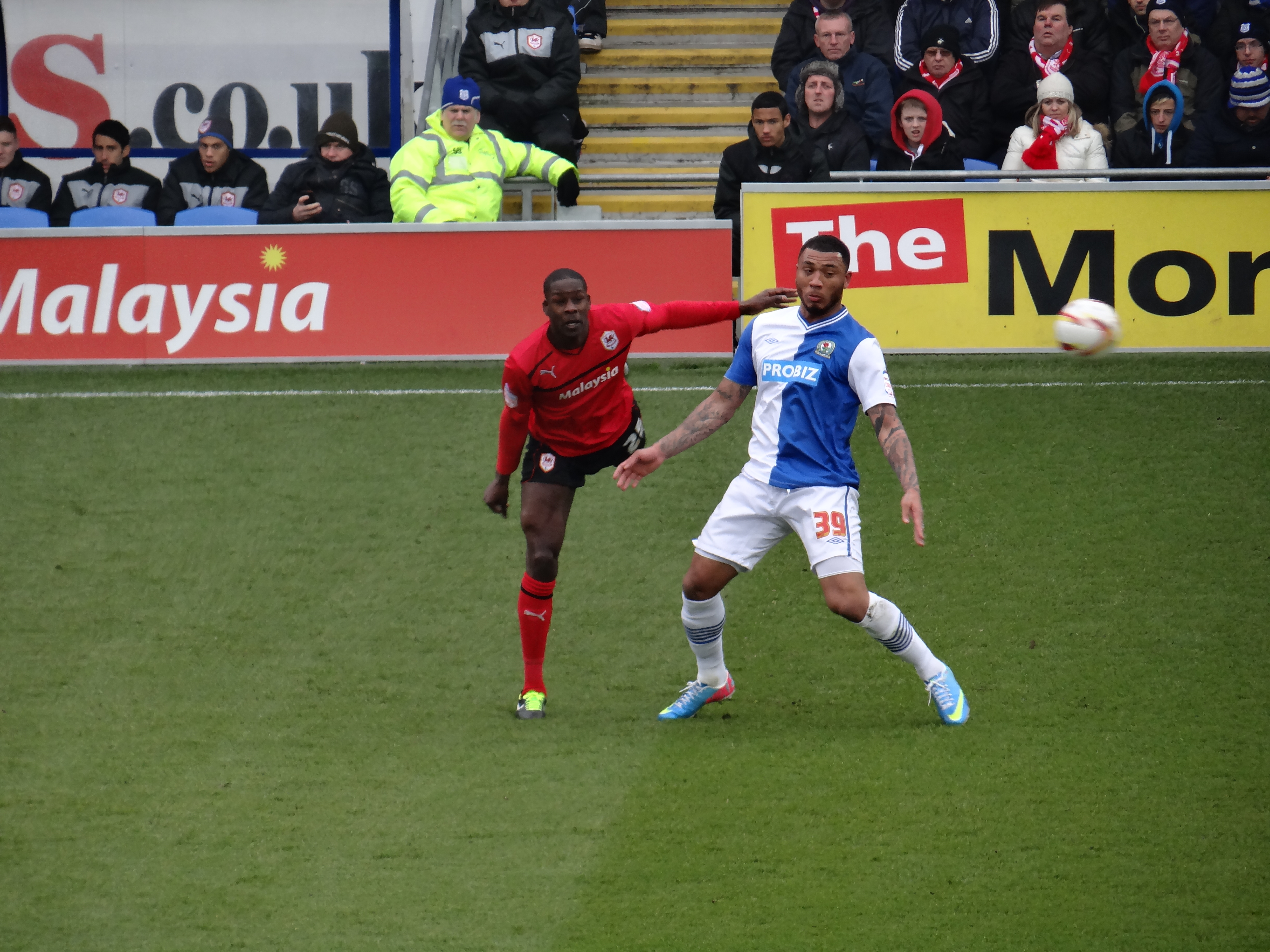
2013년, 카디프 시티를 상대하는 블랙번 로버스의 카즘-리처즈 (우측)

2012년 8월 10일, 블랙번 로버스 공식 웹사이트는 카즘-리처즈가 랭커셔 연고 구단에서 시즌 개막 전 기간 대부분을 입단 시험을 본 후, 1년 임대 계약했으며, 영구 이적도 가능하다며 구단에 합류하였다고 발표했다. 그는 코크 시티와의 개막 전 출전한 첫 경기에서 2골을 기록했다. 8월 18일, 그는 1-1로 비긴 입스위치 타운과의 원정 경기에서 첫 공식 경기 득점을 기록했다.
2013년 5월 24일, 서식스 경찰서는 카즘-리처즈가 2013년 2월 12일에 블랙번 로버스가 브라이턴을 상대로 팔머 경기장 원정 챔피언십 경기를 치르는 도중 브라이턴 지지자들을 상대로 동성애 혐오 행위를 했다는 증언에 따라 공공질서법 5항을 사유로 기소된 것으로 발표되었다. 그는 2013년 8월 22일에 치안 법원에 출두할 예정이었다. 재판은 2014년 1월 14일부터 15일까지 브라이턴 치안 법원에서 진행될 예정이었다. 그는 2014년 4월에 유죄로 판결되어 £750가 부과되었고, 배상액을 포함하면 £1,445이 들었다. 카즘-리처즈는 그의 행동에 후회가 없다고 밝혔다.

### 부르사스포르
2013년 9월 4일, 카즘 리처즈는 €250,000에 부르사스포르로 이적했다. 그는 €1M 연봉의 4년 짜리 계약서에 서명했다. 카즘-리처즈는 아다나 데미르스포르와의 튀르키예 쿠파스 경기에서 부르사스포르 첫 공식 득점을 기록했다.

### 페예노르트
2014-15 시즌에 페예노르트로 임대되어 성공적인 활약을 펼친 카즘-리처즈는 2015년 여름에 네덜란드 구단으로 완전히 이적했다.
2016년 1월 15일, 카즘-리처즈는 네덜란드 신문사 "알허메인 다흐블라트" 소속 미코스 후카 기자를 협박했다. 그 결과, 지오바니 판 브롱크호르스트 페예노르트 감독은 PSV와의 다음 경기에 선수단에서 그를  배제하였다.

### 셀틱
2016년 2월 1일, 카즘-리처즈는 스코틀랜드의 셀틱과 2년 반 계약을 맺고 이적했다. 그는 2016년 2월 7일에 이스트 킬브라이드와의 스코티시컵 경기에서 첫 골을 기록했다.

### 코리치바
2016년 6월 9일, 카즘-리처즈는 브라질의 코리치바와 1년 반 계약을 맺고 입단했다. 그는 아틀레치쿠 파라나엔시와의 더비 경기에 교체로 출전해 첫 경기에서 득점을 신고했다.

### 코린치앙스
2017년 1월 6일, 카즘-리처즈는 또다른 브라질 구단 코린치앙스와 2년 계약을 맺고 이적했다. 그는 플로리다컵 친선 대회에서 첫 출전과 첫 골을 기록했다.

### 로보스 BUAP
2018년 7월, 카즘-리처즈는 리가 MX의 [로보스 BUAP]]으로 이적을 완료했다.

### 더비 카운티
2020년 10월 15일, 그는 더비 카운티와 1년 계약을 체결했다. 2020년 12월 1일, 그는 1-1로 비긴 코번트리 시티와의 경기에서 첫 골을 넣었다. 2021년 2월 26일, 카즘-리처즈는 2022년까지 유효한 연장 계약을 체결한 것으로 발표되었다.
2021-22 시즌이 끝나고 소속 구단이 강등되면서, 카즘-리처즈는 계약 만료와 함께 구단과 결별했다.

### 파티흐 카라귐뤼크
2022년 7월 19일, 그는 파티흐 카라귐뤼크와 1년 계약을 체결했다.

## 국가대표팀 경력
카즘-리처즈는 2007년 3월 24일에 튀르키예 U-21 국가대표팀 첫 경기에서 도움을 기록해 스위스전 승리에 공헌했다. 4월 30일, 파티흐 테림 튀르키예 국가대표팀 감독은 카즘-리처즈가 성인 국가대표팀에서 활약할 것임을 밝혔다.
테림은 그를 보스니아 헤르체고비나전과 브라질전을 앞두고 차출했다. 그는 2007년 6월 5일에 0-0으로 비긴 브라질과의 친선경기에서 첫 성인 국가대표팀 경기에 출전해, 38분을 뛰었다. 그는 튀르키예의 유로 2008 선수 명단에 이름을 올려, 튀르키예가 4강으로 오른 이 대회에서 5경기 모두 출전했다.
2011년 8월 10일, 그는 튀르크 텔레콤 경기장에서 열린 에스토니아와의 친선경기에서 2골을 기록했다.

## 사생활
런던 출신인 카즘-리처즈는 월섬스토의 그린리프 초등학교를 다녔었고, 이 곳에서 축구에 입문해, 이후 월섬스토의 에이블링 파크 중등학교에서도 계속했다. 그의 모친은 튀르키예계 키프로스인이며,(이로 인해 그는 튀르키예 국가대표팀 출전 자격을 얻었다) 부친은 앤티가계이다.
2008년 기자 회견에서 그는 다음과 같이 말했다:
까다로운 점이 있다면 제 가족 절반은 이슬람교도고, 나머지 절반은 기독교도입니다. 저는 스스로를 튀르키예인이라고 생각했고, 제 할미는 영어를 할 수 없었습니다. 제 가족 절반의 모국어는 튀르키예어였기에, 튀르키예인 학교에 가서 축구를 했지만, 지금 아무것도 기억이 나지 않습니다.

유년 시절, 카즘-리처즈는 형제를 에드워드 증후군으로 잃었고, 사촌 3명은 서로 다른 이유로 명을 달리했다: 축구 도중 심근경색, 욕조에서 뇌출혈, 그리고 교통사고. 또다른 사촌인 앤드로스 타운센드도 프로 축구 선수가 되었고, 그의 삼촌 트로이 타운센드는 킥 잇 아웃 단체에서 축구계 인종 차별 철폐 운동을 활발히 했다.

## 경력 통계

### 클럽
2023년 10월 7일 기준
| 구단                   | 시즌      | 리그                | 리그 | 리그 | 컵   | 컵 | 리그컵 | 리그컵 | 대륙 | 대륙 | 기타 | 기타 | 합계 | 합계 |
| 구단                   | 시즌      | 리그명              | 출장 | 골   | 출장 | 골 | 출장   | 골     | 출장 | 골   | 출장 | 골   | 출장 | 골   |
| ---------------------- | --------- | ------------------- | ---- | ---- | ---- | -- | ------ | ------ | ---- | ---- | ---- | ---- | ---- | ---- |
| 베리                   | 2004–05   | 2부 리그            | 30   | 3    | 1    | 0  | 0      | 0      | —    | —    | 1    | 0    | 32   | 3    |
| 브라이턴 & 호브 앨비언 | 2005–06   | 챔피언십            | 42   | 6    | 1    | 0  | 1      | 0      | —    | —    | —    | —    | 44   | 6    |
| 브라이턴 & 호브 앨비언 | 2006–07   | 1부 리그            | 1    | 0    | 0    | 0  | 0      | 0      | —    | —    | 0    | 0    | 1    | 0    |
| 브라이턴 & 호브 앨비언 | 합계      | 합계                | 43   | 6    | 1    | 0  | 1      | 0      | —    | —    | 0    | 0    | 45   | 6    |
| 셰필드 유나이티드      | 2006–07   | 프리미어리그        | 27   | 1    | 1    | 0  | 1      | 0      | —    | —    | —    | —    | 29   | 1    |
| 페네르바흐체           | 2007–08   | 쉬페르리그          | 28   | 0    | 4    | 1  | —      | —      | 10   | 1    | 1    | 0    | 43   | 2    |
| 페네르바흐체           | 2008–09   | 쉬페르리그          | 22   | 2    | 5    | 1  | —      | —      | 8    | 1    | —    | —    | 35   | 4    |
| 페네르바흐체           | 2009–10   | 쉬페르리그          | 11   | 3    | 1    | 0  | —      | —      | 7    | 2    | 1    | 0    | 20   | 5    |
| 페네르바흐체           | 2010–11   | 쉬페르리그          | 5    | 0    | 1    | 0  | —      | —      | 1    | 0    | —    | —    | 7    | 0    |
| 페네르바흐체           | 합계      | 합계                | 66   | 5    | 11   | 2  | —      | —      | 26   | 4    | 2    | 0    | 105  | 11   |
| 툴루즈 (임대)          | 2009–10   | 리그 1              | 15   | 2    | 1    | 0  | 2      | 0      | 0    | 0    | —    | —    | 18   | 2    |
| 갈라타사라이           | 2010–11   | 쉬페르리그          | 13   | 3    | 4    | 2  | —      | —      | —    | —    | —    | —    | 17   | 5    |
| 갈라타사라이           | 2011–12   | 쉬페르리그          | 18   | 2    | 0    | 0  | —      | —      | —    | —    | —    | —    | 18   | 2    |
| 갈라타사라이           | 2012–13   | 쉬페르리그          | 0    | 0    | 0    | 0  | —      | —      | —    | —    | 0    | 0    | 0    | 0    |
| 갈라타사라이           | 2013–14   | 쉬페르리그          | 0    | 0    | 0    | 0  | —      | —      | —    | —    | 0    | 0    | 0    | 0    |
| 갈라타사라이           | 합계      | 합계                | 31   | 5    | 4    | 2  | —      | —      | —    | —    | 0    | 0    | 35   | 7    |
| 올림피아코스 (임대)    | 2011–12   | 수페르리가 엘라다   | 9    | 1    | 0    | 0  | —      | —      | 0    | 0    | —    | —    | 9    | 1    |
| 블랙번 로버스 (임대)   | 2012–13   | 챔피언십            | 28   | 3    | 3    | 2  | 0      | 0      | —    | —    | —    | —    | 31   | 5    |
| 부르사스포르           | 2013–14   | 쉬페르리그          | 16   | 0    | 5    | 2  | —      | —      | —    | —    | —    | —    | 21   | 2    |
| 부르사스포르           | 2014–15   | 쉬페르리그          | 0    | 0    | 0    | 0  | —      | —      | —    | —    | 0    | 0    | 0    | 0    |
| 부르사스포르           | 합계      | 합계                | 16   | 0    | 5    | 2  | —      | —      | —    | —    | 0    | 0    | 21   | 2    |
| 페예노르트 (임대)      | 2014–15   | 에레디비시          | 27   | 11   | 1    | 0  | —      | —      | 7    | 1    | 2    | 1    | 37   | 13   |
| 페예노르트             | 2015–16   | 에레디비시          | 11   | 1    | 1    | 0  | —      | —      | —    | —    | —    | —    | 12   | 1    |
| 페예노르트             | 합계      | 합계                | 38   | 12   | 2    | 0  | —      | —      | 7    | 1    | 2    | 1    | 49   | 14   |
| 셀틱                   | 2015–16   | 스코티시 프리미어십 | 11   | 1    | 2    | 1  | 0      | 0      | —    | —    | —    | —    | 13   | 2    |
| 코리치바               | 2016      | 세리이 A            | 21   | 3    | 0    | 0  | —      | —      | 4    | 0    | —    | —    | 25   | 3    |
| 코린치앙스             | 2017      | 세리이 A            | 14   | 1    | 3    | 0  | —      | —      | 3    | 0    | 8    | 1    | 28   | 2    |
| 코린치앙스             | 2018      | 세리이 A            | 1    | 0    | 0    | 0  | —      | —      | —    | —    | 4    | 0    | 5    | 0    |
| 코린치앙스             | 합계      | 합계                | 15   | 1    | 3    | 0  | —      | —      | 3    | 0    | 12   | 1    | 33   | 2    |
| 로보스 BUAP (임대)     | 2018–19   | 리가 MX             | 10   | 3    | 0    | 0  | —      | —      | —    | —    | —    | —    | 10   | 3    |
| 베라크루스             | 2018–19   | 리가 MX             | 15   | 4    | 4    | 1  | —      | —      | —    | —    | —    | —    | 19   | 5    |
| 베라크루스             | 2019–20   | 리가 MX             | 8    | 4    | 3    | 0  | —      | —      | —    | —    | —    | —    | 11   | 4    |
| 베라크루스             | 합계      | 합계                | 23   | 8    | 7    | 1  | —      | —      | —    | —    | —    | —    | 40   | 9    |
| 파추카                 | 2019–20   | 리가 MX             | 9    | 2    | 3    | 3  | —      | —      | —    | —    | —    | —    | 12   | 5    |
| 파추카                 | 2020–21   | 리가 MX             | 4    | 1    | 0    | 0  | —      | —      | —    | —    | —    | —    | 4    | 1    |
| 파추카                 | 합계      | 합계                | 13   | 3    | 3    | 3  | —      | —      | —    | —    | —    | —    | 16   | 6    |
| 더비 카운티            | 2020–21   | 챔피언십            | 38   | 8    | 0    | 0  | 0      | 0      | —    | —    | —    | —    | 38   | 8    |
| 더비 카운티            | 2021–22   | 챔피언십            | 23   | 3    | 1    | 0  | 1      | 1      | —    | —    | —    | —    | 25   | 4    |
| 더비 카운티            | 합계      | 합계                | 61   | 11   | 1    | 0  | 1      | 1      | —    | —    | —    | —    | 63   | 12   |
| 파티흐 카라귐뤼크      | 2022–23   | 쉬페르리그          | 17   | 0    | 2    | 1  | —      | —      | —    | —    | —    | —    | 19   | 1    |
| 경력 합계              | 경력 합계 | 경력 합계           | 474  | 68   | 47   | 14 | 5      | 1      | 40   | 5    | 17   | 2    | 583  | 90   |

1. ↑  FA컵, 튀르키예 쿠파스, 쿠프 드 프랑스, KNVB 베커르, 스코티시컵, 코파 두 브라지우, 코파 MX 출장 경기 기록
2. ↑  EFL컵, 쿠프 드 라 리그 출장 경기 기록
3. ↑  풋볼 리그 트로피 출장 경기 기록
4. 1 2 3  챔피언스리그 출장 경기 기록
5. 1 2  쉬페르 쿠파 출장 경기 기록
6. 1 2  유로파리그 출장 경기 기록
7. ↑  에레디비시 유럽대항전 플레이오프전 출장 경기 기록
8. 1 2  코파 수다메리카나 출장 경기 기록
9. 1 2  캄페오나투 파울리스타 출장 경기 기록

### 국가대표팀
2020년 5월 14일 기준
| 국가대표팀 | 연도 | 출장 | 골 |
| ---------- | ---- | ---- | -- |
| 튀르키예   | 2007 | 1    | 0  |
| 튀르키예   | 2008 | 14   | 0  |
| 튀르키예   | 2009 | 6    | 0  |
| 튀르키예   | 2010 | 7    | 0  |
| 튀르키예   | 2011 | 7    | 2  |
| 튀르키예   | 2012 | 0    | 0  |
| 튀르키예   | 2013 | 0    | 0  |
| 튀르키예   | 2014 | 0    | 0  |
| 튀르키예   | 2015 | 2    | 0  |
| 합계       | 합계 | 37   | 2  |

### 국가대표팀 득점 기록
2020년 5월 14일 기준
아래의 점수에서 왼쪽의 점수가 튀르키예의 점수이며, 점수 열은 카즘-리처즈 득점 상황을 나타낸다.
| # | 날짜            | 장소                                   | 상대       | 점수 | 결과 | 대회     |
| - | --------------- | -------------------------------------- | ---------- | ---- | ---- | -------- |
| 1 | 2011년 8월 10일 | 튀르키예 이스탄불 튀르크 텔레콤 경기장 | 에스토니아 | 2–0  | 3–0  | 친선경기 |
| 2 | 2011년 8월 10일 | 튀르키예 이스탄불 튀르크 텔레콤 경기장 | 에스토니아 | 3–0  | 3–0  | 친선경기 |

## 수상
출처:
페네르바흐체
- 쉬페르 쿠파: 2007, 2009

올림피아코스
- 수페르리가 엘라다: 2011–12

갈라타사라이
- 쉬페르 쿠파: 2013

셀틱
- 스코티시 프리미어십: 2015–16

코린치앙스
- 세리이 A: 2017
- 캄페오나투 파울리스타: 2017, 2018